# Re in Prussia
Re in Prussia (in tedesco: König in Preußen) era un titolo usato dai re prussiani (che erano anche elettori di Brandeburgo) dal 1701 al 1772. In seguito usarono il titolo di Re di Prussia (König von Preußen).

## Storia
La dinastia Hohenzollern governava il Brandeburgo come principi elettori ed era soggetta all'imperatore del Sacro Romano Impero. Dal 1618 gli elettori del Brandeburgo governarono anche il ducato di Prussia, che era situata al di fuori dell'impero, in un'unione personale. Questo doppio stato era conosciuto ufficiosamente come Brandeburgo-Prussia. Originariamente i duchi di Prussia detenevano il feudo in qualità di vassalli del re di Polonia: ciò fino ai trattati di Labiau (1656) e Bromberg (1657), con i quali Federico Guglielmo detto il Grande Elettore, ottenne la piena sovranità a discapito della corona polacca. Nel 1701 l'elettore Federico III volle coronare la sua potenza adottando il titolo di re. 
Nel Trattato della Corona del 16 novembre 1700, in cambio dell'assistenza degli Hohenzollern nella guerra di successione spagnola e del sostegno al candidato asburgico nelle successive elezioni, l'imperatore Leopoldo I permise a Federico di incoronarsi "Re in Prussia". Solo due titoli reali erano consentiti entro i confini del Sacro Romano Impero: quelli di Re dei Romani e di Re di Boemia (di fatto entrambi detenuti dall'Imperatore). Tuttavia la Prussia si trovava al di fuori dell'impero e costituiva un territorio tutto sommato inferiore rispetto alla marca di Brandenburgo: gli Hohenzollern però erano completamente sovrani su di esso. Federico sosteneva quindi che la legge germanica dell'epoca gli permettesse di governare la Prussia come regno. 
Il titolo "Re in Prussia" rifletteva la finzione legale secondo cui Federico era sovrano solo sul suo ex ducato. Nel Brandeburgo e negli altri domini Hohenzollern all'interno dei confini dell'impero era legalmente ancora un "semplice" elettore sotto l'imperio supremo dell'imperatore. In quel periodo storico, tuttavia, l'autorità dell'imperatore sui principi tedeschi era estremamente debole, e i principi tedeschi agivano come sovrani di stati, riconoscendo solo formalmente la superiorità dell'imperatore. Quindi anche se il Brandeburgo continuava a far parte legalmente dell'impero e sussisteva in unione solo personale con la Prussia, de facto presto ne divenne parte. 

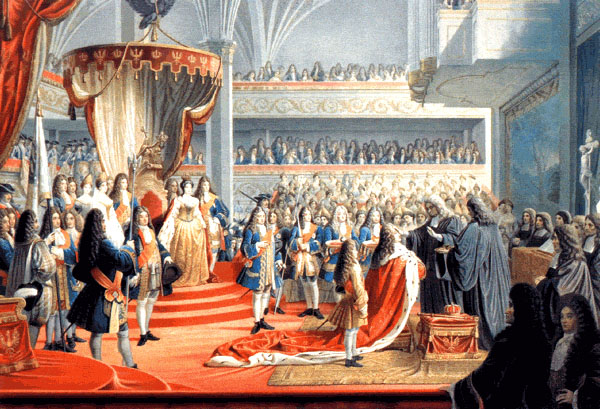
Incoronazione di Federico I nel castello di Königsberg

Il 17 gennaio 1701 Federico aggiunse allo stemma reale l'aquila nera prussiana, con il motto "Cuique suum". Il 18 gennaio incoronò sé stesso e sua moglie Sofia Carlotta nel corso di una cerimonia barocca nel castello di Königsberg. 
Ciò nonostante la mossa di Federico fu una mossa controversa e la situazione venne accettata solo dopo il Trattato di Utrecht del 1713: il titolo "Re di Prussia" implicava la signoria su tutta la regione prussiana, non semplicemente sull'ex ducato di Prussia (in quel momento regno di Prussia). L'assunzione di un tale titolo da parte dei margravi di Hohenzollern avrebbe minacciato la vicina Polonia: infatti la provincia della Prussia reale faceva parte allora del Regno di Polonia, i cui re continuavano formalmente a vantare il titolo di granduchi di Prussia.
Per tutto il XVIII secolo gli Hohenzollern aumentarono il loro potere: sconfiggendo la monarchia austriaca asburgica nelle tre guerre slesiane acquisirono la Slesia. Il re Federico II adottò il titolo di re di Prussia nel 1772, lo stesso anno in cui riuscì ad annettere gran parte della Prussia reale con la prima divisione della Polonia. 
I re di Prussia continuarono a essere Elettori del Brandeburgo fino allo scioglimento dell'Impero nel 1806. Il Brandeburgo fu poi trasformato in una provincia prussiana e Berlino divenne ufficialmente la capitale del regno.